# Madoce transfascia
Madoce transfascia är en fjärilsart som beskrevs av Rothschild. Madoce transfascia ingår i släktet Madoce och familjen nattflyn. Inga underarter finns listade i Catalogue of Life.